# N846 (België)
De N846 is een gewestweg in de Belgische provincie Luxemburg. De route verbindt de N803 bij Grupont met de N40 in Halma. De route heeft een lengte van ongeveer 11 kilometer.

## Plaatsen langs de N846
- Grupont
- Bure
- Tellin
- Resteigne
- Chanly
- Halma